# Jagdstaffel 32
A Jagdstaffel 32, conhecida também por Jasta 32, foi um esquadra de aeronaves da Luftstreitkräfte, o braço aéreo das forças armadas alemãs durante a Primeira Guerra Mundial. A sua primeira baixa ocorreu a 16 de Março de 1917 quando o seu primeiro comandante, Heinrich Schwandner, foi abatido em combate. No total, a Jasta 32 abateu 38 aeronaves inimigas e 4 balões inimigos.

## Aeronaves
- Roland D.II
- Fokker DR.I
- Fokker D.VII